# كأس كازاخستان 2013
كأس كازاخستان 2013 (بالروسية: Кубок Казахстана по футболу 2013)‏ هو الموسم 22 من كأس كازاخستان. أشرف على تنظيمه اتحاد كازاخستان لكرة القدم، وكان عدد الأندية المشاركة فيه 30، وفاز فيه نادي شاختار قراغندي.